# Rheni điborua
Diborua rheni hay Rheni diborua (ReB2) là một vật liệu siêu cứng tổng hợp. Nó được một nhóm tại UCLA phát hiện và công bố trong Science trong tháng 4 năm 2007.
Phương pháp sản xuất của vật liệu này không cần áp suất cao như đối với các vật liệu cứng tổng hợp khác, chẳng hạn như nitride bo lập phương, điều này làm cho giá thành sản xuất rẻ hơn, tuy nhiên bản thân rheni lại là một kim loại quý cực đắt tiền.
Hợp chất được tạo thành từ hỗn hợp của rheni, đáng chú ý vì khả năng chịu áp suất cao của nó, với bo để tạo ra các liên kết cộng hóa trị mạnh và ngắn với rheni. Vật liệu tạo ra là đủ cứng để rạch được kim cương theo một số hướng nhất định.

## Tổng hợp
ReB2 có thể được tổng hợp bằng ít nhất là ba phương thức khác nhau ở điều kiện áp suất khí quyển: phản ứng trao đổi trạng thái rắn, nung chảy trong hồ quang và nung nóng trực tiếp hai nguyên tố.
Trong phản ứng trao đổi, trichloride rheni và diborua magiê được trộn lẫn và nung trong môi trường khí trơ và sau đó phụ phẩm chloride magiê bị loại bỏ. Cần phải ngăn ngừa lượng bo dư thừa để không cho hình thành các pha khác như Re7B3 hay Re3B.
Trong phương pháp nung chảy bằng hồ quang, bột rheni và bo được trộn lẫn và dòng điện lớn (80 ampe) được truyền qua hỗn hợp, cũng nằm trong môi trường khí trơ.
Trong phương pháp phản ứng trực tiếp, hỗn hợp rheni-bo được bịt kín trong chân không và duy trì nhiệt độ cao trong một khoảng thời gian dài (1000 °C trong 5 ngày).
Ít nhất là hai phương pháp cuối có khả năng sản sinh ra ReB2 tinh khiết mà không bị lẫn với các pha khác, như được xác nhận bằng tinh thể học tia X.

## Tính chất
Hai yếu tố góp phần vào độ cứng lớn của ReB2: mật độ cao của các electron hóa trị và sự phổ biến của các liên kết cộng hóa trị ngắn. Rheni có mật độ electron hóa trị cao bậc nhất trong số các kim loại chuyển tiếp (476 electron/nm3, so với 572 electron/nm3 của osmi và 705 electron/nm3 của kim cương). Sự bổ sung bo chỉ đòi hỏi 5% sự giãn rộng của lưới rheni, do các nguyên tử bo nhỏ điền đầy không gian sẵn có giữa các nguyên tử rheni. Ngoài ra, độ âm điện của rheni và bo là đủ gần nhau (tương ứng là 1,9 và 2,04 trên thang Pauling) nên chúng tạo ra các liên kết cộng hóa trị trong đó các electron được chia sẻ gần như tương đương.
Mặc dù ReB2 là cứng hơn kim cương theo một số hướng nhất định, nhưng nó thể hiện tính dị hướng đáng kể do cấu trúc lớp lục giác của nó.